# Миано, Леонора
Леонора Миано (фр. Léonora Miano, 1973, Дуала) — камерунская писательница, пишет на французском языке.

## Биография
В 1991 году переехала во Францию, изучала американскую литературу в Валансьене и Нантерре. В 2012 году — приглашённый профессор
в Мичиганском университете (Анн-Арбор).

## Произведения
- В сердцевине ночи/ L’Intérieur de la nuit, Plon, 2005 (переизд. 2006, премия Монталамбера за дебютный роман, написанный женщиной; премия Гринцане Кавур молодому автору 2008; роман включён французским журналом Lire в число лучших книг года; пер. на англ., итал., швед. языки)
- Черты наступающего дня/ Contours du jour qui vient, Plon, 2006 (роман, переизд. 2008, Гонкуровская премия лицеистов)
- Tels des astres éteints, Plon, 2008
- Afropean soul et autres nouvelles, Flammarion, 2008 (новеллы)
- Soulfood équatoriale , Robert Laffont, 2009
- Алые зори/ Les Aubes écarlates, Plon, 2009 (заключительная часть трилогии, начатой романом В сердцевине ночи и продолженной романом Черты наступающего дня)
- Блюз для Элизы/ Blues pour Elise, Plon, 2010 (роман)
- Эти омрачённые души/ Ces âmes chagrines, Plon, 2011 (роман)
- Écrits pour la parole, L’Arche éditeur, 2012 (пьесы, премия супругов Селигманн за противостояние расизму)
- Жить на границе/ Habiter la frontière, L’Arche éditeur, 2012 (устные выступления)
- Сезон тени/ La saison de l’ombre, 2013 (роман, премия Фемина)

## Признание
Премии Луи Гийу (2006) и Бернара Палисси (2006) за роман В сердцевине ночи, Большая литературная премия Чёрной Африки за книги Блюз для Элизы и Эти омрачённые души (2011) и др. Книги писательницы переведены на английский, немецкий, итальянский, голландский, шведский и другие языки.